# Didi Petet
Didi Petet, właśc. Didi Widiatmoko (ur. 12 lipca 1956 w Surabai, zm. 15 maja 2015 w Tangerang Selatan) – indonezyjski aktor i reżyser, znany z roli Emona w filmie Catatan Si Boy.
W 1988 roku otrzymał nagrodę Citra (Festival Film Indonesia) za rolę w filmie Cinta Anak Jaman. W 2004 roku został laureatem MTV Indonesia Movie Awards za całokształt dorobku aktorskiego.

## Filmografia[6]
- Semua Karena Ginah (1985)
- Catatan Si Boy (1987)
- Namaku Joe (1988)
- Gema Kampus 66 (1988)
- Catatan Si Boy II (1988)
- Cinta Anak Jaman (1988)
- Catatan Si Boy III (1989)
- Pacar Ketinggalan Kereta (1989)
- Bercinta dalam Mimpi (1989)
- Si Kabayan Saba Kota (1989)
- Sepondok Dua Cinta (1990)
- Rebo dan Robby (1990)
- Gampang-Gampang Susah (1990)
- Joe Turun ke Desa (1990)
- Oom Pasikom (1990)
- Catatan Si Boy IV (1990)
- Catatan Si Boy V (1991)
- Boneka dari Indiana (1991)
- Si Kabayan dan Anak Jin (1991)
- Asmara (1992)
- Si Kabayan Saba Metropolitan (1992)
- Si Kabayan Cari Jodoh (1994)
- Petualangan Sherina (2000)
- Pasir Berbisik (2001)
- Arisan! (2003)
- Eiffel I’m in Love (2003)
- Rindu Kami Padamu (2004)
- Apa Artinya Cinta? (2005)
- Tentang Dia (2005)
- Ketika (2005)
- Banyu Biru (2005)
- D’Girlz Begins (2006)
- Kamulah Satu-Satunya (2007)
- Kirun + Adul (2009)
- Jermal (2009)
- Ketika Cinta Bertasbih (2009)
- Emak Ingin Naik Haji (2009)
- Ai Lop Yu Pul (2009)
- Di Bawah Langit (2010)
- Bebek Belur (2010)
- Kabayan Jadi Milyuner (2010)
- Baik-Baik Sayang (2011)
- Lost in Papua (2011)
- Di Bawah Lindungan Ka’bah (2011)